# Herbert Albert
Pour les articles homonymes, voir Albert.
Herbert Albert, né le 26 décembre 1903 à Lausick (royaume de Saxe) et mort le 15 septembre 1973 à Bad Reichenhall, est un chef d'orchestre allemand.

## Biographie
Herbert Albert naît le 26 décembre 1903 à Lausick,.
Il étudie le piano avec Karl Muck à Hambourg puis avec Grebner et Robert Teichmüller à Leipzig. Il commence sa carrière comme pianiste, avant d'occuper plusieurs postes de chef à Rudolstadt, Kaiserslautern, Wiesbaden, à Baden-Baden entre 1934 et 1937, à l'Opéra de Stuttgart de 1937 à 1944, puis à Breslau,. De 1946 à 1948, il est chef principal de l'Orchestre du Gewandhaus de Leipzig.
Herbert Albert termine sa carrière à Graz puis Mannheim, où il est Generalmusikdirektor du Théâtre national de 1952 à 1963,.
Il meurt le 15 septembre 1973 à Bad Reichenhall,.